# Johnny Rivers

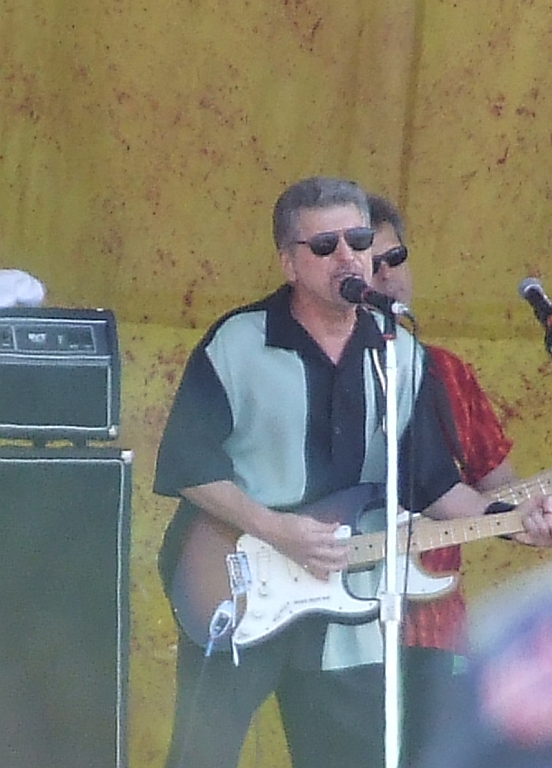
Johnny Rivers in New Orleans (2007)

Johnny Rivers (* 7. November 1942 als John Ramistella in New York City, USA) ist ein US-amerikanischer Rock-’n’-Roll-Musiker.

## Biografie
Rivers wuchs in Baton Rouge auf und wurde von der typischen Musik aus Louisiana beeinflusst. Seine Karriere ist eng mit dem Whisky a Go Go, einem Nachtclub in Los Angeles, verbunden. Dort spielte er hauptsächlich die Stücke Anderer nach, insbesondere von Chuck Berry.
Seine Auftritte waren so erfolgreich, dass seine ersten Platten keine Studioaufnahmen, sondern die Live-Mitschnitte aus dem Whisky a Go-Go waren. Gleich seine erste Single, Memphis, kam bis auf Platz zwei der amerikanischen Charts und auf Platz eins der deutschen Charts. Sein erstes Album, ebenfalls ein Live-Mitschnitt, brachte ihm seine erste goldene Schallplatte. Weitere Hits aus dieser Zeit waren Secret Agent Man, Poor Side of Town, Summer Rain, Multiplication und Midnight Special.
Später gründete er ein eigenes Plattenlabel, Soul City Records, und schrieb auch Songs für andere Künstler. In den 70er Jahren hatte er wieder Erfolg mit Cover-Versionen von Help Me Rhonda, Blue Suede Shoes, Rockin’ Pneumonia und Sea Cruise.
Bis heute ist Johnny Rivers als Musiker sowohl im Studio als auch auf Tourneen aktiv.

## Diskografie

### Alben
| Jahr | Titel                                | Höchstplatzierung, Gesamtwochen, AuszeichnungChartplatzierungen (Jahr, Titel, Platzierungen, Wochen, Auszeichnungen, Anmerkungen) | Höchstplatzierung, Gesamtwochen, AuszeichnungChartplatzierungen (Jahr, Titel, Platzierungen, Wochen, Auszeichnungen, Anmerkungen) | Anmerkungen |
| Jahr | Titel                                | DE | US | Anmerkungen |
| ---- | ------------------------------------ | --- | --- | ----------- |
| 1964 | Johnny Rivers at the Whisky à Go Go  | — | US12 (45 Wo.)US |             |
| 1964 | Here We à Go Go Again!               | — | US38 (23 Wo.)US |             |
| 1965 | Johnny Rivers in Action!             | — | US42 (14 Wo.)US |             |
| 1965 | Meanwhile Back at the Whisky à Go Go | — | US21 (19 Wo.)US |             |
| 1965 | Johnny Rivers Rocks the Folk         | — | US91 (19 Wo.)US |             |
| 1966 | And I Know You Wanna Dance           | — | US52 (21 Wo.)US |             |
| 1966 | Johnny Rivers’ Golden Hits           | — | US29 Gold · (36 Wo.)US |             |
| 1966 | Changes                              | — | US33 (46 Wo.)US |             |
| 1967 | Rewind                               | — | US14 (21 Wo.)US |             |
| 1968 | Realization                          | — | US5 Gold · (41 Wo.)US |             |
| 1969 | A Touch of Gold                      | — | US26 Gold · (25 Wo.)US |             |
| 1969 | Live at the Whisky à GoGo            | DE22 (3 Wo.)DE | — |             |
| 1970 | Slim Slo Slider                      | — | US100 (9 Wo.)US |             |
| 1971 | Home Grown                           | — | US148 (4 Wo.)US |             |
| 1973 | L.A. Reggae                          | — | US78 (20 Wo.)US |             |
| 1975 | New Lovers and Old Friends           | — | US147 (6 Wo.)US |             |
| 1978 | Outside Help                         | — | US142 (8 Wo.)US |             |

Weitere Alben:
- 1964: Memphis, Tennessee
- 1964: Go, Johnny, Go!
- 1964: The Sensational Johnny Rivers
- 1965: Great Johnny Rivers
- 1967: Whisky à Go-Go Revisited
- 1969: John Lee Hooker (UK), „Live“ at the Whisky a GoGo (D)
- 1970: Initiation of a Mystic
- 1972: Johnny Rivers
- 1973: Blue Suede Shoes
- 1974: Last Boogie in Paris
- 1974: Road
- 1974: Rockin’ Rivers (Canadian)
- 1975: Portrait (United Artists Records)
- 1975: Help Me Rhonda
- 1976: Wild Night
- 1980: Borrowed Time
- 1983: Johnny Rivers
- 1983: Not a Through Street
- 1998: Last Train to Memphis
- 2001: Back at the Whisky
- 2004: Reinvention Highway

### Singles
| Jahr | Titel Album                                                  | Höchstplatzierung, Gesamtwochen, AuszeichnungChartplatzierungen (Jahr, Titel, Album, Platzierungen, Wochen, Auszeichnungen, Anmerkungen) | Höchstplatzierung, Gesamtwochen, AuszeichnungChartplatzierungen (Jahr, Titel, Album, Platzierungen, Wochen, Auszeichnungen, Anmerkungen) | Anmerkungen |
| Jahr | Titel Album                                                  | DE | US | Anmerkungen |
| ---- | ------------------------------------------------------------ | --- | --- | ----------- |
| 1964 | Memphis, Tennessee                                           | DE1 (20 Wo.)DE | US2 (12 Wo.)US |             |
| 1964 | Maybelline Here We A Go Go Again!                            | — | US12 (9 Wo.)US |             |
| 1964 | Mountain of Love Johnny Rivers In Action!                    | — | US9 (11 Wo.)US |             |
| 1965 | Midnight Special Here We A Go Go Again!                      | — | US20 (8 Wo.)US |             |
| 1965 | Cupid Johnny Rivers in Action!                               | — | US76 (4 Wo.)US |             |
| 1965 | Seventh Son Meanwhile Back at the Whisky à Go Go             | — | US7 (11 Wo.)US |             |
| 1965 | Where Have All The Flowers Gone Johnny Rivers Rocks The Folk | — | US26 (9 Wo.)US |             |
| 1965 | Under Your Spell Again –                                     | — | US35 (8 Wo.)US |             |
| 1966 | Secret Agent Man And I Know You Wanna Dance                  | — | US3 (11 Wo.)US |             |
| 1966 | (I Washed My Hands In) Muddy Water –                         | — | US19 (8 Wo.)US |             |
| 1966 | Poor Side of Town Changes                                    | — | US1 (15 Wo.)US |             |
| 1967 | Baby I Need Your Lovin’ Rewind                               | — | US3 (11 Wo.)US |             |
| 1967 | The Tracks of My Tears Rewind                                | — | US10 (9 Wo.)US |             |
| 1967 | Summer Rain Realization                                      | — | US14 (10 Wo.)US |             |
| 1968 | Look To Your Soul Realization                                | — | US49 (7 Wo.)US |             |
| 1968 | Right Relations Initiation of a Mystic                       | — | US61 (3 Wo.)US |             |
| 1969 | These Are Not My People –                                    | — | US55 (6 Wo.)US |             |
| 1969 | Muddy River Slim Slo Slider                                  | — | US41 (11 Wo.)US |             |
| 1969 | One Woman –                                                  | — | US89 (4 Wo.)US |             |
| 1970 | Into The Mystic Slim Slo Slider                              | — | US51 (8 Wo.)US |             |
| 1970 | Fire and Rain Slim Slo Slider                                | — | US94 (2 Wo.)US |             |
| 1971 | Sea Cruise Last Boogie In Paris                              | — | US84 (4 Wo.)US |             |
| 1971 | Think His Name Home Grown                                    | — | US65 (6 Wo.)US |             |
| 1972 | Rockin’ Pneumonia – Boogie Woogie Flu L.A. Reggae            | — | US6 Gold · (19 Wo.)US |             |
| 1973 | Blue Suede Shoes                                             | — | US38 (10 Wo.)US |             |
| 1975 | Help Me Rhonda New Lovers and Old Friends                    | — | US22 (10 Wo.)US |             |
| 1977 | Ashes and Sand Outside Help                                  | — | US96 (4 Wo.)US |             |
| 1977 | Swayin’ To The Music (Slow Dancin’) Outside Help             | — | US10 Gold · (24 Wo.)US |             |
| 1977 | Curious Mind (Um, Um, Um, Um, Um, Um) Outside Help           | — | US41 (10 Wo.)US |             |

## Auszeichnungen für Musikverkäufe
| Goldene Schallplatte - Argentinien - 2000: für das Album Lo mejor de Johnny Rivers - Kanada - 1978: für die Single Swayin’ To The Music (Slow Dancin’) |

Anmerkung: Auszeichnungen in Ländern aus den Charttabellen bzw. Chartboxen sind in ebendiesen zu finden.
| Land/RegionAuszeichnungen für Musikverkäufe (Land/Region, Auszeichnungen, Verkäufe, Quellen) | Gold     | Platin | Verkäufe  | Quellen         |
| -------------------------------------------------------------------------------------------- | -------- | ------ | --------- | --------------- |
| Argentinien (CAPIF)                                                                          | Gold1    | —      | 20.000    | capif.org.ar    |
| Kanada (MC)                                                                                  | Gold1    | —      | 75.000    | musiccanada.com |
| Vereinigte Staaten (RIAA)                                                                    | 5× Gold5 | —      | 3.500.000 | riaa.com        |
| Insgesamt                                                                                    | 7× Gold7 | —      |           |                 |